# Harmannsdorf (Gemeinde Burgschleinitz-Kühnring)
Harmannsdorf ist eine Ortschaft und eine Katastralgemeinde der Gemeinde Burgschleinitz-Kühnring im Bezirk Horn in Niederösterreich.

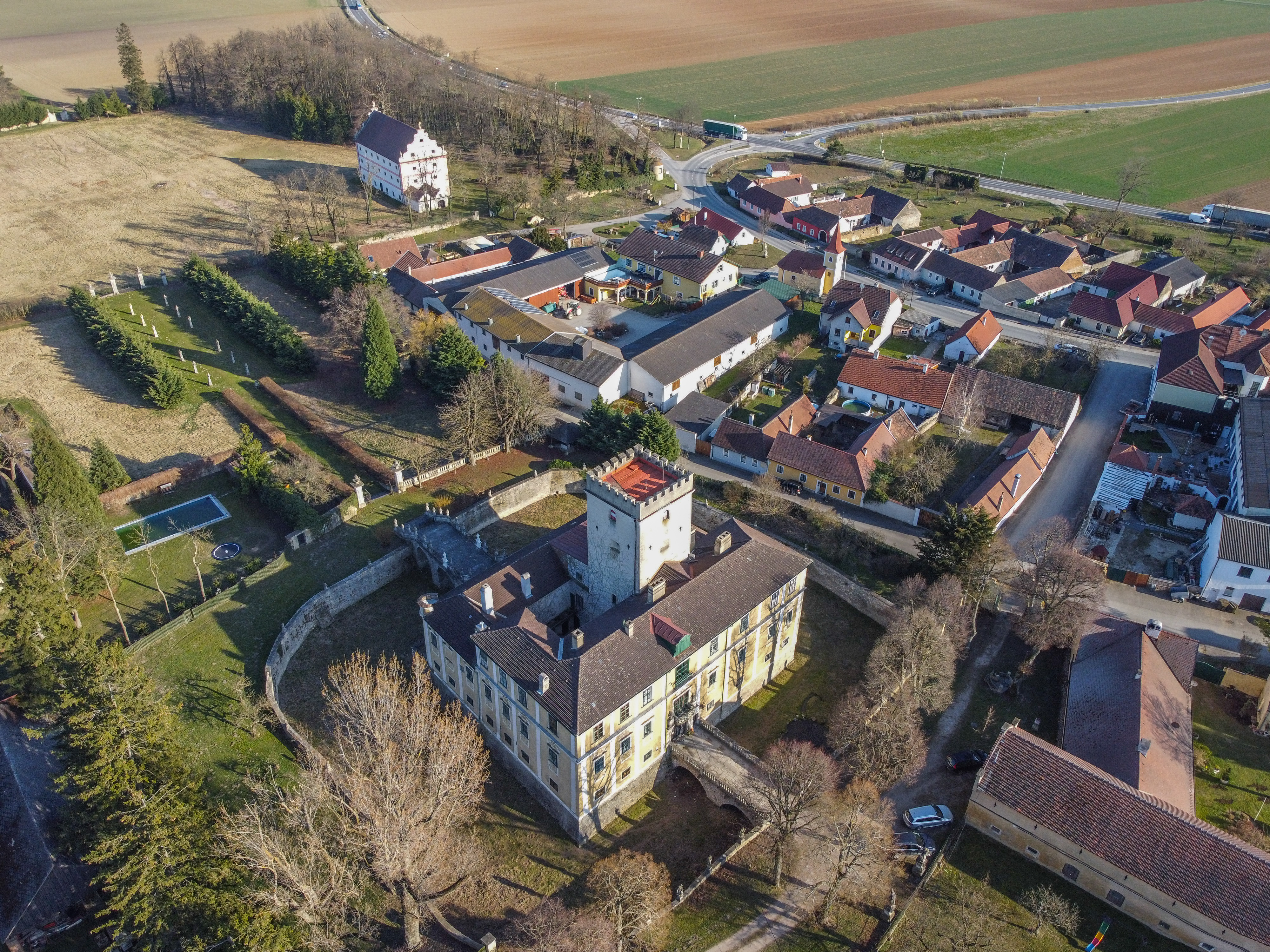
Schloss Harmannsdorf und Schüttkasten

## Siedlungsentwicklung
Zum Jahreswechsel 1979/1980 befanden sich in der Katastralgemeinde Harmannsdorf insgesamt 51 Bauflächen mit 60.809 m² und 16 Gärten auf 47.718 m², 1989/1990 gab es 52 Bauflächen. 1999/2000 war die Zahl der Bauflächen auf 64 angewachsen und 2009/2010 bestanden 59 Gebäude auf 135 Bauflächen.

## Geschichte
Der Ortsname leitet sich vom Personennamen Hadmar ab, was auf einen Kuenringer deuten könnte, deren Stammburg im benachbarten Kühnring lag. In der ersten urkundlichen Nennung aus dem Jahr 1254 wurde Otto von Maissau als Schutzherr des Gutshofs Harmannsdorf erwähnt. Die Maissauer waren Gefolgsleute der Kuenringer. Ab 1280 wurden hier die Ritter von Hadmarstorff als Ministerialen der Maissauer ansässig, die im Dorf eine Veste errichteten. Diese wurde um 1380 zum landesfürstliches Eigentum und als Lehen an wechselnde Besitzer vergeben.
Die Lehensnehmer Wolfhard, Caspar und Benedikt Pernsdorfer vereinigten 1589 die Lehen Harmannsdorf mit Zogelsdorf, womit auch die Schlösser Harmannsdorf und Zogelsdorf vereint wurden. Die Pernsdorfer verschuldeten sich bei Umbauten, sodass 1611 die Herrschaft an den Edlen Hector Kornfail von Weinfelten verkauft wurde und 1627 kaufte Christoph Eggstein von Ernegg das Schloss und die Herrschaft, der auch Kühnring, Zogelsdorf, Etzmannsdorf und andere Güter erwarb. Nach dem Dreißigjährigen Krieg ersteigerte Veit Martin Ziepelli im Jahr 1649 die Güter. Später erwarben die Barone von Suttner den Besitz und machten das Schloss wurde zum Sommersitz, bis 1904 die Liegenschaften zwangsversteigert wurden. Zwischen 1936 und 1976 waren die Grafen Abensperg und Traun aus Maissau die Eigentümer.
Laut Adressbuch von Österreich waren im Jahr 1938 in der Ortsgemeinde Harmannsdorf zwei Gastwirte, ein Gemischtwarenhändler, ein Schmied, zwei Schuster, ein Tischler, ein Wagner und einige Landwirte ansässig, darunter Graf Rud. Abensperg und Traun.

## Bodennutzung
Die Katastralgemeinde ist landwirtschaftlich geprägt. 211 Hektar wurden zum Jahreswechsel 1979/1980 landwirtschaftlich genutzt und 84 Hektar waren forstwirtschaftlich geführte Waldflächen. 1999/2000 wurde auf 211 Hektar Landwirtschaft betrieben und 86 Hektar waren als forstwirtschaftlich genutzte Flächen ausgewiesen. Ende 2018 waren 209 Hektar als landwirtschaftliche Flächen genutzt und Forstwirtschaft wurde auf 85 Hektar betrieben. Die durchschnittliche Bodenklimazahl von Harmannsdorf beträgt 51,3 (Stand 2010).

## Persönlichkeiten
- Bertha von Suttner (1843–1914), Friedensnobelpreisträgerin, verbrachte hier die Jahre zwischen 1885 und 1902